# ヌエバ・セゴビア県
ヌエバ・セゴビア県（ヌエバ・セゴビアけん、Departamento de Nueva Segovia）は、ニカラグア北部の県である。県中央を北から南へヒカロ川が流れ、ヒノテガ県との県境となっているココ川と合流する。ホンジュラス国境には、ニカラグアの最高峰モゴトン山（2,107m）が聳える。面積3,123km2、人口211,200人（2005年）、県都はオコタル（Ocotal）である。

## 隣接する県
南部にマドリス県、南東部にヒノテガ県、北部に隣国ホンジュラス（チョルテカ県、エル・パライソ県）と接している。

## 基礎自治体
1. Ciudad Antigua
2. Dipilto
3. El Jícaro
4. Jalapa
5. Macuelizo
6. Mozonte
7. Murra
8. Ocotal
9. Quilalí
10. San Fernando
11. Santa María
12. Wiwilí de Nueva Segovia